# (38567) 1999 VZ161
1999 VZ161 (asteroide 38567) é um asteroide da cintura principal. Possui uma excentricidade de 0.10081010 e uma inclinação de 5.13361º.
Este asteroide foi descoberto no dia 14 de novembro de 1999 por LINEAR em Socorro.